# RCM Toulouse
Le RCM Toulouse est un club de basket-ball français basé à Toulouse, aujourd'hui disparu.

## Histoire

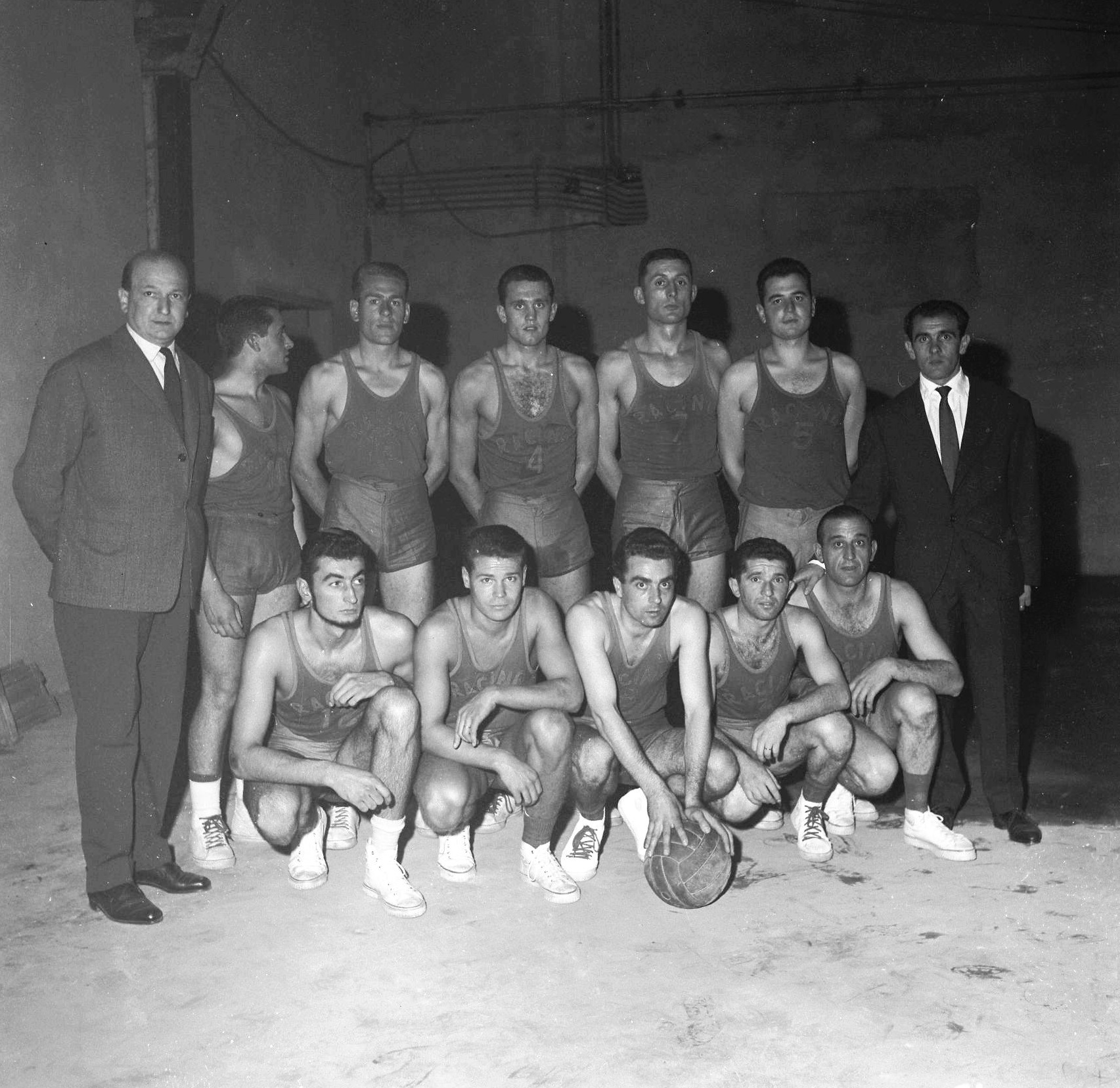
11 octobre 1958

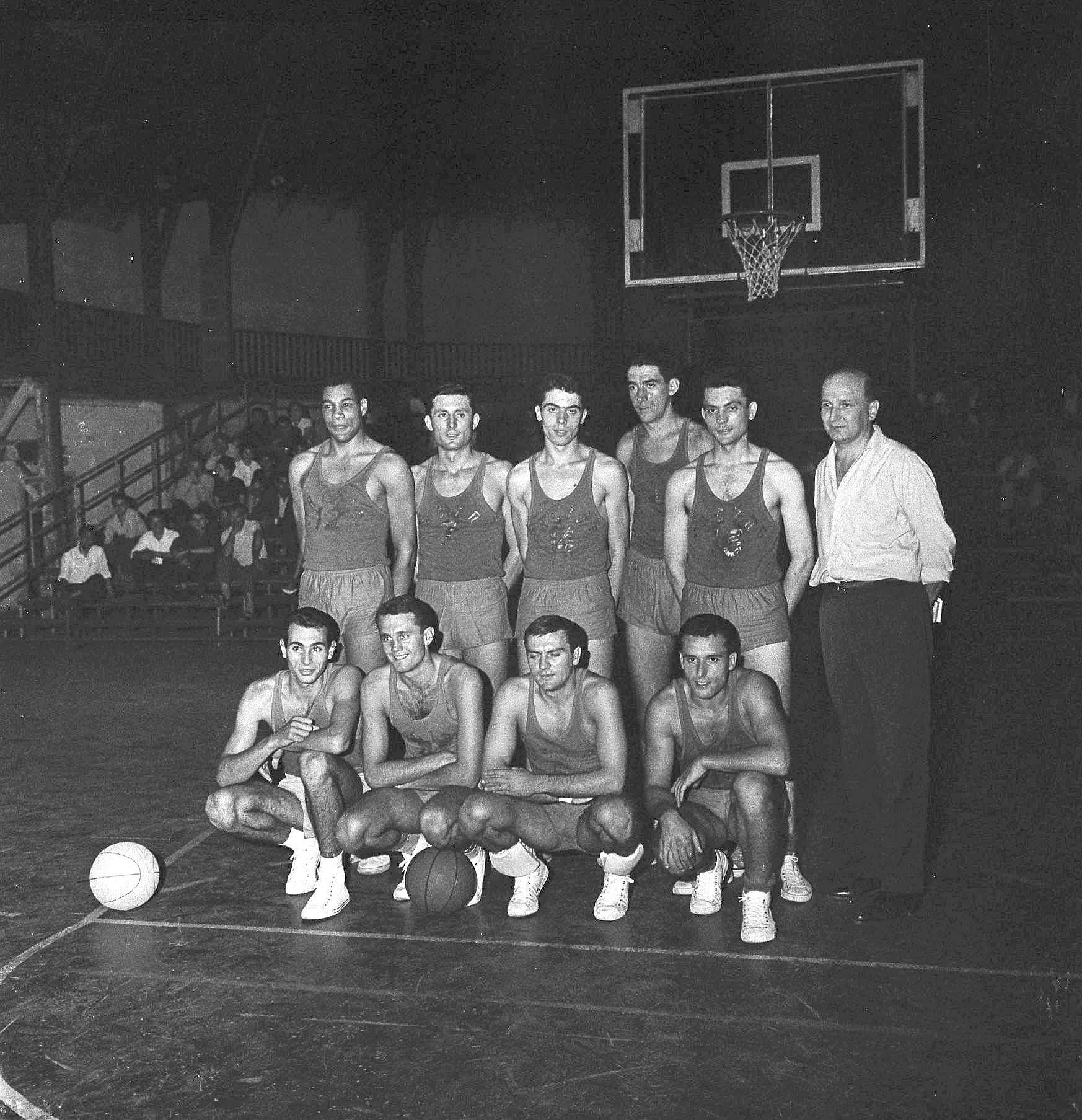
25 septembre 1961

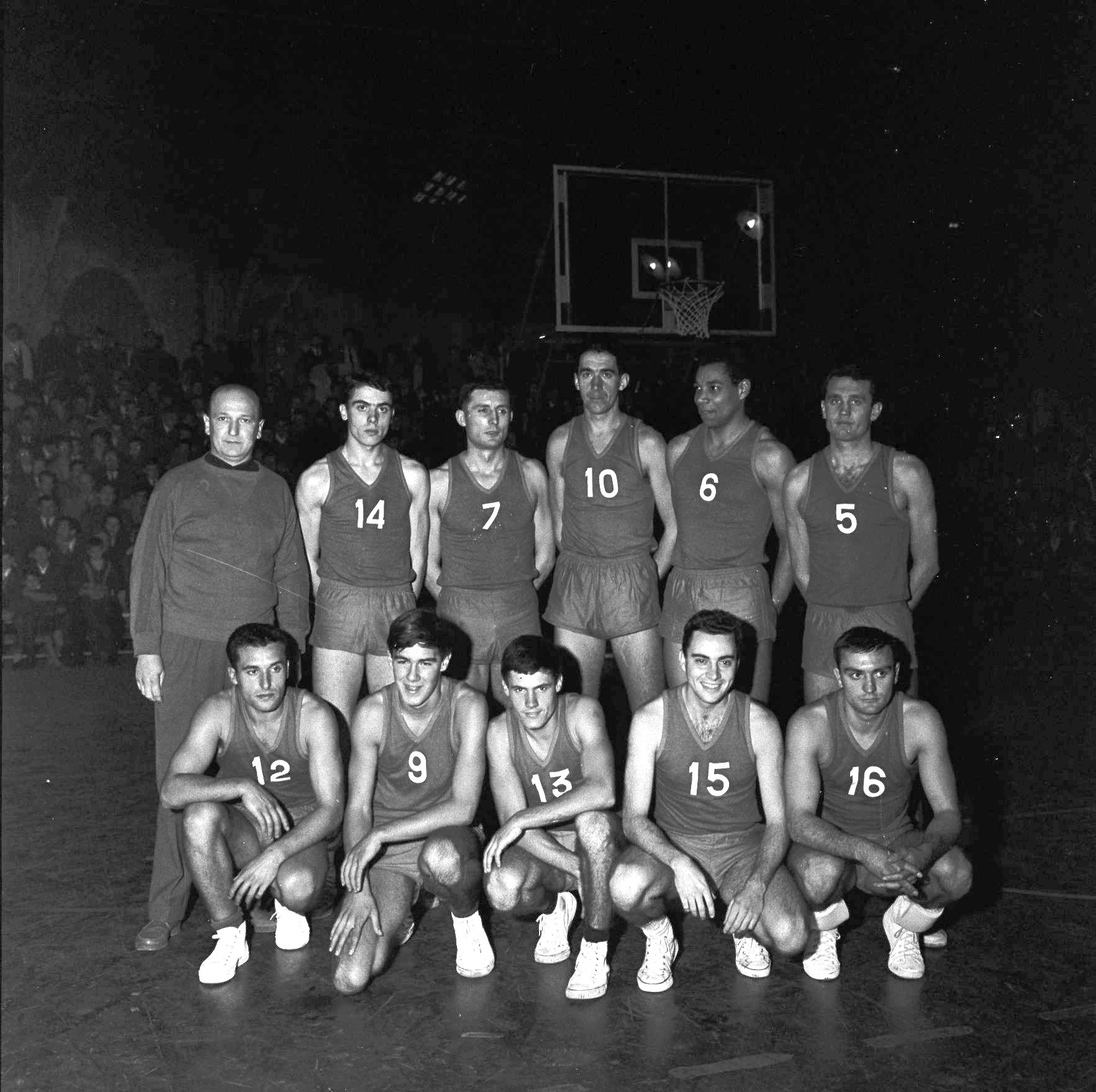
29 octobre 1961

Le club a appartenu pendant 12 saisons à l'élite du championnat de France, pour un bilan de 91 victoires, 7 matchs nuls et 102 défaites en 200 matchs. En 1996, le club prend le nom de Spacer's de Toulouse avant de disparaitre de l'élite en 1999.

## Palmarès
- Finaliste de la Coupe de France : 1962
- Champion de France de Pro B : 1996

## Entraîneurs successifs
- ????-???? : Jo Di Marco
- ????-???? : René Piquemal

## Joueurs marquants du club
- Jean-Pierre Staelens
- René Muquet
- Louis Bertorelle
- Jean Luent
- Claude Marc
- Luis Plana
- Michel Pfendt
- Gérard Favier
- Guy Belda
- Christian Marty
- Max Gabrides
- Jean-Paul Soriano
- Jean Brabet
- Gérard Danné
- Jean-Paul Grimal
- Jean-Louis Laroussinie
- Greg Corson
- Daniel Plessis
- Dragan Kovacic
- Jean-Louis Teulié
- Jean-Michel Fieux
- ((René Ségala))
- CHISTIAN DARTIGUEPEYROU